# Timboon
Timboon – miasto w Australii, w stanie Wiktoria.